# Hurdland (Misuri)
Hurdland es una ciudad ubicada en el condado de Knox en el estado estadounidense de Misuri. En el Censo de 2010 tenía una población de 163 habitantes y una densidad poblacional de 188,43 personas por km².

## Geografía
Hurdland se encuentra ubicada en las coordenadas 40°8′54″N 92°18′10″O / 40.14833, -92.30278. Según la Oficina del Censo de los Estados Unidos, Hurdland tiene una superficie total de 0.87 km², de la cual 0.86 km² corresponden a tierra firme y (0.3%) 0 km² es agua.

## Demografía
Según el censo de 2010, había 163 personas residiendo en Hurdland. La densidad de población era de 188,43 hab./km². De los 163 habitantes, Hurdland estaba compuesto por el 97.55% blancos, el 0% eran afroamericanos, el 0% eran amerindios, el 0% eran asiáticos, el 0% eran isleños del Pacífico, el 0% eran de otras razas y el 2.45% pertenecían a dos o más razas. Del total de la población el 0.61% eran hispanos o latinos de cualquier raza.